# Festival Internacional do Mundo Celta

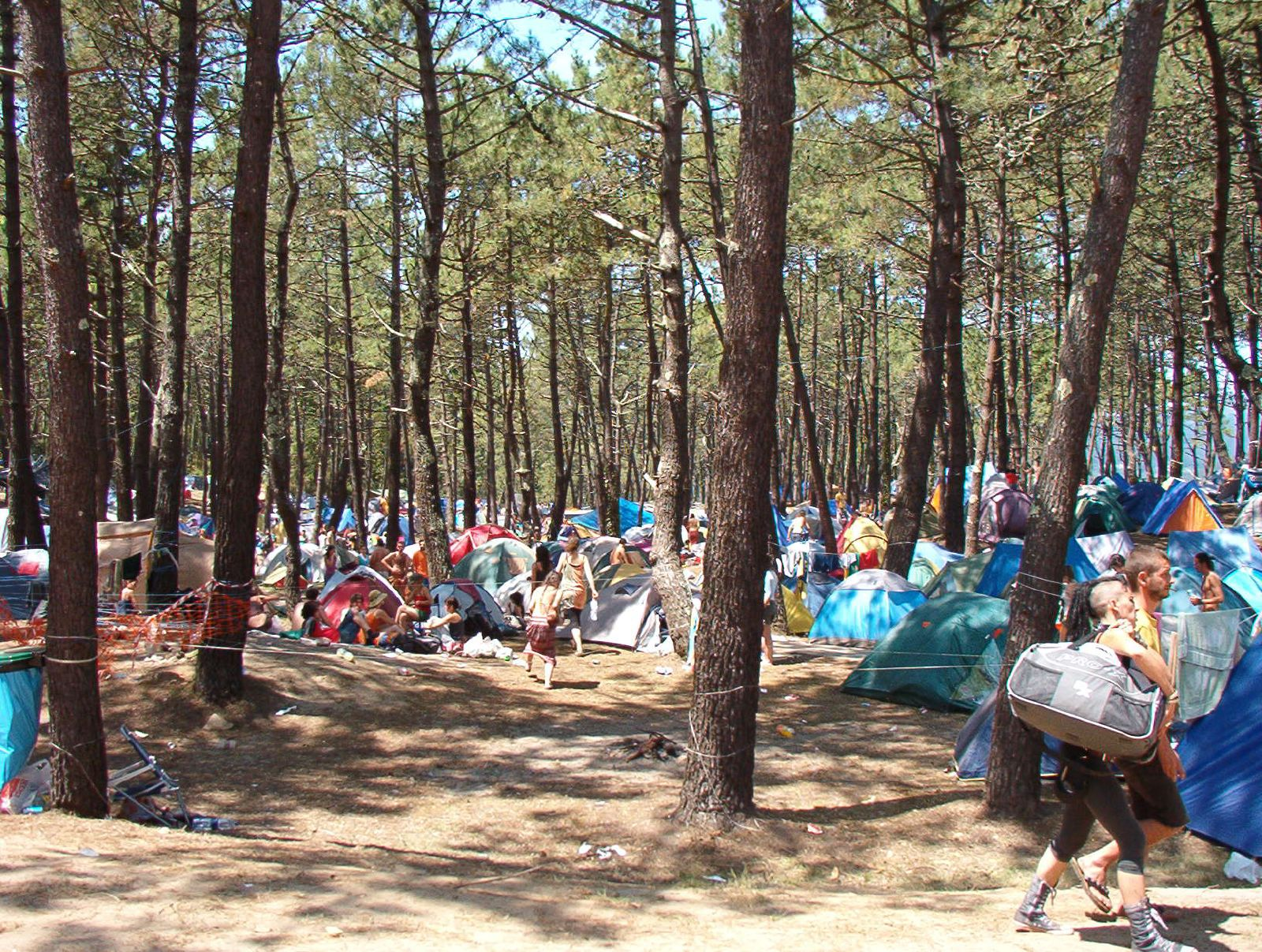
Zona d'acampada

El Festival Internacional do Mundo Celta, també conegut com a Festival d'Ortigueira, és un festival de música celta amb més de 30 anys de tradició que se celebra a la localitat gallega d'Ortigueira, a la província de la Corunya. Se celebra el segon cap de setmana de juliol i està declarat Festa d'interès turístic internacional.
L'escenari principal se situa al costat del port, amb actuacions de grups de música celta de gran nivell i fama internacional, com Alan Stivell o The Chieftains, entre d'altres. Fins a l'any 2010 al costat del port es col·locava un escenari menor per grups novells, anomenat Proxecto Runas, que actualment té lloc a l'escenari principal la nit del dijous. A la platja de Morouzos i a la pineda s'habilita un espai perquè acampi la gent que acudeix al festival.
És el major festival celta de la península Ibèrica, superant els 100.000 assistents per edició.